# Henry Fonda
Pour les articles homonymes, voir Fonda.
 (février 2023).
Si vous disposez d'ouvrages ou d'articles de référence ou si vous connaissez des sites web de qualité traitant du thème abordé ici, merci de compléter l'article en donnant les références utiles à sa vérifiabilité et en les liant à la section « Notes et références ».
Henry Fonda /ˈhɛnɹi ˈfɑndə/ est un acteur américain, né le 16 mai 1905 à Grand Island (Nebraska) et mort le 12 août 1982 à Los Angeles (Californie). Il est le père de Jane Fonda et de Peter Fonda, et le grand-père de l'actrice Bridget Fonda.
Sixième acteur de légende selon l'American Film Institute, Henry Fonda a marqué durablement le cinéma américain avec des films majeurs tels que Les Raisins de la colère (1940), Un cœur pris au piège (1941), La Poursuite infernale (1946), Le Faux Coupable (1956), Douze Hommes en colère (1957) ou Le Jour le plus long (1962). Comme beaucoup d'acteurs de son époque, il est fidèle à plusieurs grands réalisateurs comme John Ford, Henry King, Henry Hathaway ou Sidney Lumet.
Il a servi dans l'armée pendant la Seconde Guerre mondiale. Il était incorporé dans la Navy et s'est battu dans le Pacifique. Il a obtenu le grade de lieutenant. Pour ses faits d'armes, il a reçu la Navy Presidential Unit Citation et la Bronze Star.
Son fils Peter pense que ses sympathies démocrates ont pu lui porter préjudice au début des années 1950 et expliquer le fait qu'il n'ait rien tourné durant six ans. Il fut d'ailleurs l'un des membres fondateurs du « Hollywood Democratic Committee » dans les années 1930, en soutien au programme de Franklin Roosevelt.
Henry Fonda a essentiellement interprété au cours de sa carrière des héros virils et intègres en quête de justice et de paix. Il acceptera néanmoins de jouer des rôles à contre-emploi, à l'instar de l'un de ses rôles les plus marquants, celui de Frank dans Il était une fois dans l'Ouest (1968), ou encore dans Le Reptile (1970).
En 1981, il reçoit un Oscar d'honneur pour l'ensemble de sa carrière des mains de Robert Redford et, en 1982, quelques mois avant sa mort, il est récompensé de l'Oscar du meilleur acteur pour son rôle dans La Maison du lac (1981), que sa fille Jane ira chercher pour lui à la cérémonie.

## Biographie

### Famille, formation et débuts
Né à Grand Island, dans le Nebraska, Henry Fonda est le fils de William Brace Fonda et de Herberta Krueger Jaynes. Sa famille paternelle émigra de Gênes en Italie vers les Pays-Bas au XVe siècle, avant de s'installer en 1642 dans la colonie néerlandaise de Nova-Belgica (nouvelle Belgique) (actuelle Nouvelle-Angleterre) et d'y fonder le village de Fonda (État de New York).
Il fait ses débuts au théâtre à la fin des années 1920, grâce à la comédienne Dorothy Pennebaker (Dodie Brando, mère de Marlon Brando). En 1928, il intègre la troupe des « University Players » à Broadway. Il ne s'installe à Hollywood qu'en 1935.

### Carrière cinématographique

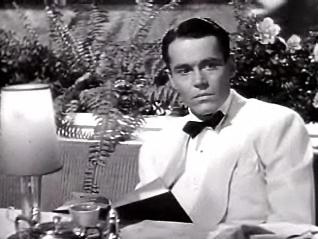
Henry Fonda dans Un cœur pris au piège (1941).

Henry Fonda a joué dans près de 90 films et avec les plus grands réalisateurs comme John Ford, Fritz Lang ou Alfred Hitchcock, mais il n'abandonnera jamais le théâtre.

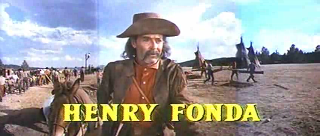
Dans La Conquête de l'Ouest (1962).

Parmi les films les plus célèbres dans lesquels il a joué se distinguent Douze Hommes en colère — qu'il a également produit — et Il était une fois dans l'Ouest, dans lequel son rôle est à contre-emploi du rôle de l'homme courageux et honnête qu'il a le plus souvent endossé, à l'exemple du personnage de Wyatt Earp qu'il endossa dans La Poursuite infernale.
Après un Oscar d'honneur en 1981 pour l'ensemble de sa carrière, il remporte finalement l'Oscar du meilleur acteur l'année suivante pour son interprétation dans La Maison du lac, quelques mois seulement avant sa mort.

### Engagements
Pour faire face au Comité des activités-antiaméricaines du sénateur Joseph McCarthy, Henry Fonda est membre du Comité pour le premier amendement de la Constitution des États-Unis (donc en faveur de la liberté d'expression) co-fondé par Philip Dunne, Myrna Loy, John Huston et William Wyler.

### Mort
Henry Fonda meurt des suites d'une maladie cardiovasculaire le 12 août 1982 à son domicile de Los Angeles, entouré de sa femme Shirlee et de sa fille Jane, qui joue également dans son dernier film. Il a souffert d'un cancer de la prostate, mais cela n'a pas directement causé sa mort et a été noté seulement comme une maladie concomitante sur son certificat de décès.
L'acteur avait demandé qu'aucune cérémonie d'enterrement ne soit tenue, et a été rapidement incinéré. Le président des États-Unis Ronald Reagan, un ancien acteur lui-même, salua la mémoire de Fonda comme « un vrai professionnel voué à l'excellence dans son métier. Il a honoré l'écran avec une sincérité et une précision qui en ont fait une légende ».

### Vie privée
Henry Fonda a été marié cinq fois. En 1931, il épouse la comédienne Margaret Sullavan. Le couple divorce en 1933.
Sa deuxième épouse, Frances Ford Seymour, est la mère de Jane (née en 1937) et de Peter (1940-2019). Après un séjour dans un asile, Frances se suicide en avril 1950, en se tranchant la gorge.
En 1950, Henry épouse Susan Blanchard (en), née le 8 mars 1928, parolière et femme mondaine qui se prend d'affection pour ses deux enfants ; ils divorcent en 1956. Il reste marié très peu de temps à la baronne Afdera Franchetti (en), fille d'un baron italien, et, en 1965, il épouse Shirlee Adams, rencontrée en 1962, qu'il appellera « la femme de sa vie ».

## Théâtre
- 1930 : The Game of Love and Death (Le Jeu de l'amour et de la mort) de Romain Rolland, adaptation de E. Brooks, Guild Theatre, Broadway
- 1932 : I Love You Wednesday de Molly Ricardel et William DuBois, Sam Harris Theatre avec Humphrey Bogart
- 1937 : Blow Ye Window de Valentine Davies, 46th Street Theatre.
- 1958 : Deux sur la balançoire (Two for the Seesaw) de William Gibson, mise en scène d’Arthur Penn, avec Anne Bancroft à Broadway (New York)

## Filmographie

### Cinéma

#### Années 1930

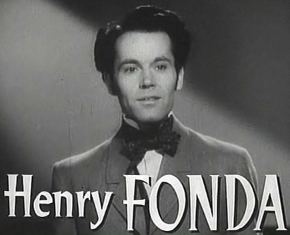
Dans L'Insoumise (1938).

- 1935 : La Jolie Batelière (The farmer takes wife) de Victor Fleming
- 1935 : À travers l'orage de Henry King
- 1935 : Griseries de John Cromwell
- 1936 : La Fille du bois maudit (The trail of the lonesome pine) de Henry Hathaway : Dave Tolliver
- 1936 : Le Diable au corps de William A. Seiter
- 1936 : Spendthrift de Raoul Walsh
- 1937 : La Baie du destin (Wings of the morning) de Harold Schuster : Kerry Gilfallen
- 1937 : J'ai le droit de vivre (You only live once) de Fritz Lang : Eddie Taylor
- 1937 : Rivalité (Slim) de Ray Enright : Slim
- 1937 : Une certaine femme (That certain woman) d'Edmund Goulding : Jack V. Merrick, Jr.
- 1938 : J'ai retrouvé mes amours (I met my love again) de Joshua Logan et Arthur Ripley
- 1938 : L'Insoumise (Jezebel) de William Wyler : Pres Dillard
- 1938 : Blocus de William Dieterle : Marco
- 1938 : Les Gars du large (Spawn of the north) de Henry Hathaway : Jim Kimmerlee
- 1938 : Miss Manton est folle (The mad miss Manton) de Leigh Jason : Peter Ames
- 1939 : Le Brigand bien-aimé de Henry King : Frank James
- 1939 : Laissez-nous vivre (Let Us Live!) de John Brahm
- 1939 : Et la parole fut de Irving Cummings : Thomas Watson
- 1939 : Vers sa destinée (Young Mr Lincoln) de John Ford : Abraham Lincoln
- 1939 : Sur la piste des Mohawks (Drums alon the mohawk) de John Ford : Gilbert « Gil » Martin

#### Années 1940

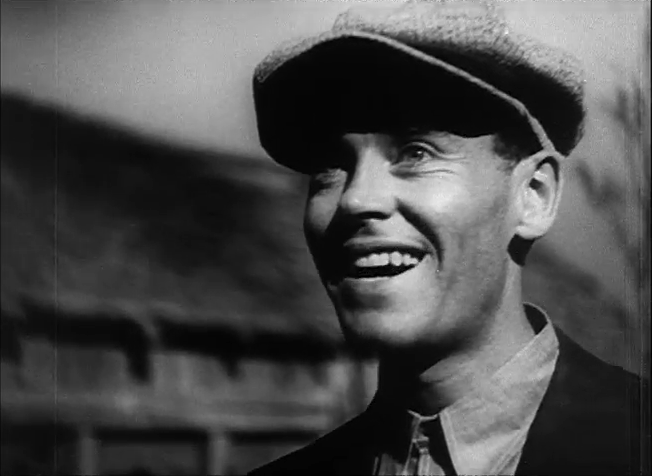
Dans Les Raisins de la colère (1940).

- 1940 : Les Raisins de la colère de John Ford : Tom Joad
- 1940 : Lillian Russell de Irving Cummings
- 1940 : Le Retour de Frank James de Fritz Lang : Frank James
- 1940 : La Roulotte rouge ou La Belle écuyère de Henry King : Chad Hanna
- 1941 : Un cœur pris au piège de Preston Sturges : Charles Pike
- 1941 : L'Appel du Nord de John Brahm : John Murdock
- 1941 : Tu m'appartiens de Wesley Ruggles : Peter Kirk
- 1942 : Si Adam avait su... de Elliott Nugent : le professeur Tommy Turner
- 1942 : Qui perd gagne de Rouben Mamoulian : John Wheeler
- 1942 : Le Nigaud magnifique (The Magnificent Dope) de Walter Lang
- 1942 : Six Destins de Julien Duvivier : George
- 1942 : La Poupée brisée de Irving Reis
- 1943 : Aventure en Libye de John M. Stahl : le caporal Colin Spence
- 1943 : L'Étrange Incident de William A. Wellman : Gil Carter
- 1946 : La Poursuite infernale de John Ford : Wyatt Earp
- 1947 : La Longue Nuit (The Long Night) de Anatole Litvak : Joe Adams
- 1947 : Dieu est mort de John Ford : le fugitif
- 1947 : Femme ou Maîtresse de Otto Preminger : Peter
- 1948 : La Folle Enquête de King Vidor et Leslie Fenton : Lank Skolsky
- 1948 : Le Massacre de Fort Apache de John Ford : le lieutenant-colonel Owen Thursday
- 1949 : L'Ange de la haine de Fletcher Markle (non crédité)

#### Années 1950

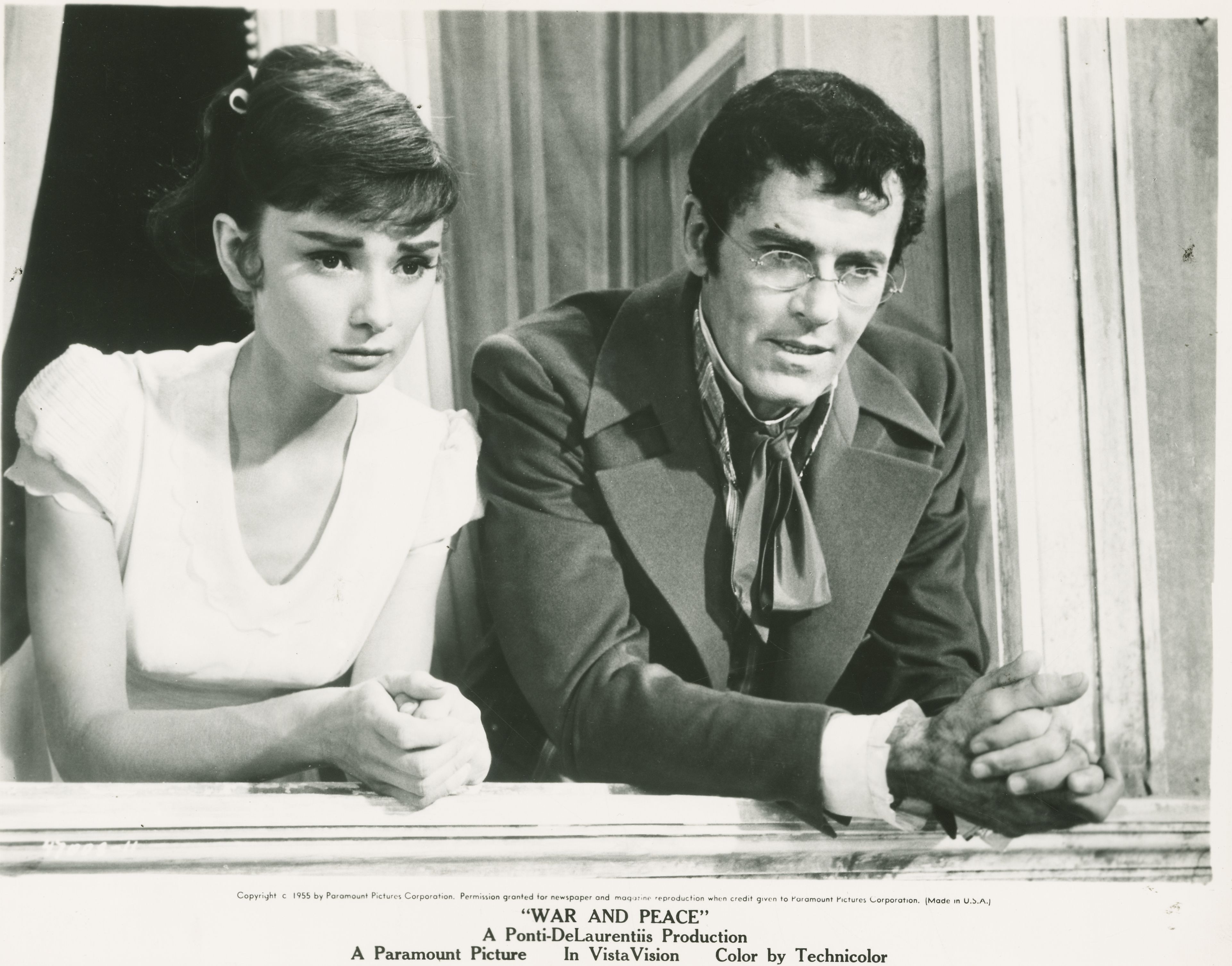
Avec Audrey Hepburn dans Guerre et Paix (1956).

- 1951 : Benjy de Fred Zinnemann (court-métrage) : le narrateur
- 1955 : Permission jusqu'à l'aube de John Ford : le lieutenant Douglas « Doug » A. Roberts
- 1956 : Guerre et Paix de King Vidor : Pierre Bezoukhov
- 1956 : Le Faux Coupable de Alfred Hitchcock
- 1957 : Douze hommes en colère de Sidney Lumet (également producteur) : M. Davis, le juré no 8
- 1957 : Du sang dans le désert de Anthony Mann
- 1958 : Rangers of Yellowstone (court-métrage)
- 1958 : Les Feux du théâtre de Sidney Lumet
- 1959 : L'Homme aux colts d'or de Edward Dmytryk
- 1959 : L'Homme qui comprend les femmes de Nunnally Johnson : Willie Bauche

#### Années 1960
- 1962 : San Francisco Fire (court-métrage) : le narrateur
- 1962 : Tempête à Washington de Otto Preminger
- 1962 : Le Jour le plus long de Ken Annakin, Andrew Marton, Bernhard Wicki, Gerd Oswald et Darryl F. Zanuck
- 1962 : La Conquête de l'Ouest de George Marshall, Henry Hathaway, John Ford
- 1963 : La Montagne des neuf Spencer de Delmer Daves
- 1964 : Que le meilleur l'emporte de Franklin Schaffner
- 1964 : Point limite de Sidney Lumet
- 1964 : Une vierge sur canapé de Richard Quine
- 1965 : Le Mors aux dents de Burt Kennedy
- 1965 : Première Victoire de Otto Preminger
- 1965 : Guerre secrète de Christian-Jaque, Werner Klingler, Carlo Lizzani et Terence Young
- 1965 : La Bataille des Ardennes de Ken Annakin
- 1966 : Gros coup à Dodge City de Fielder Cook
- 1967 : All About People (court-métrage)
- 1967 : Frontière en flammes de Burt Kennedy
- 1968 : Les Cinq Hors-la-loi de Vincent McEveety
- 1968 : Police sur la ville de Don Siegel
- 1968 : Les Tiens, les Miens, le Nôtre de Melville Shavelson
- 1968 : L'Étrangleur de Boston (The Boston Strangler) de Richard Fleischer
- 1968 : Il était une fois dans l'Ouest de Sergio Leone

#### Années 1970

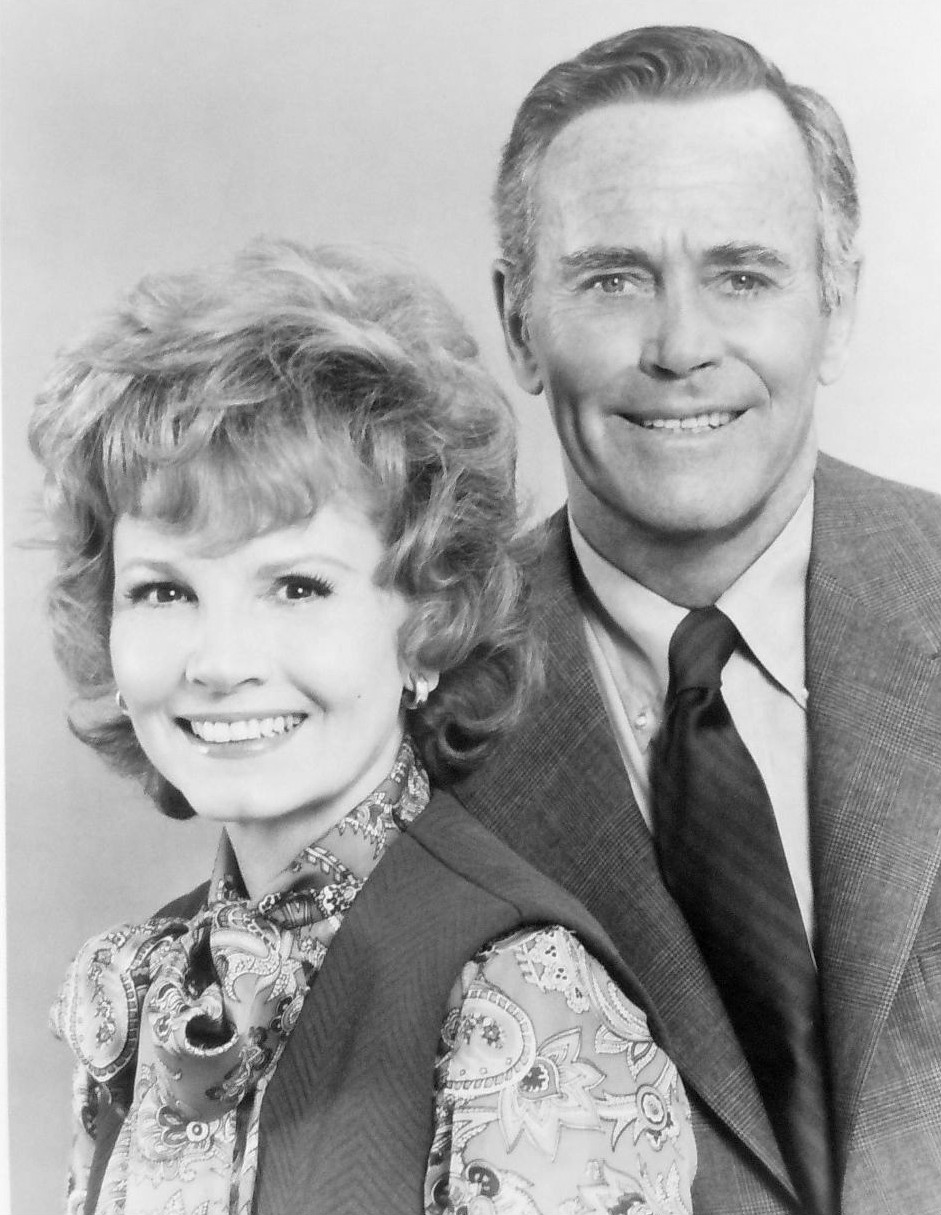
Avec Janet Blair dans la série Ah ! Quelle famille.

- 1970 : Trop tard pour les héros (Too late the hero) de Robert Aldrich
- 1970 : Attaque au Cheyenne Club (The Cheyenne Social Club) de Gene Kelly
- 1970 : Le Reptile (There was a crooked man) de Joseph L. Mankiewicz
- 1970 : Le Clan des irréductibles (Sometimes a great notion) de Paul Newman
- 1973 : Le Serpent de Henri Verneuil
- 1973 : Les Noces de cendre (Ash wednesday) de Larry Peerce
- 1973 : Mon nom est Personne de Tonino Valerii
- 1974 : Les Derniers Jours de Mussolini de Carlo Lizzani
- 1976 : La Bataille de Midway de Jack Smight
- 1977 : Tentacules de Ovidio G. Assonitis
- 1977 : La Dernière Route de John Leone
- 1977 : Le Toboggan de la mort (Rollercoaster) de James Goldstone
- 1978 : La Grande Bataille (Il grande attacco) de Umberto Lenzi
- 1978 : Fedora de Billy Wilder
- 1978 : L'Inévitable Catastrophe (The swarm) d'Irwin Allen
- 1979 : Cité en feu (City on fire) de Alvin Rakoff
- 1979 : Wanda Nevada de Peter Fonda
- 1979 : Meteor de Ronald Neame

#### Années 1980
- 1981 : La Maison du lac (On Golden Pond) de Mark Rydell

### Télévision

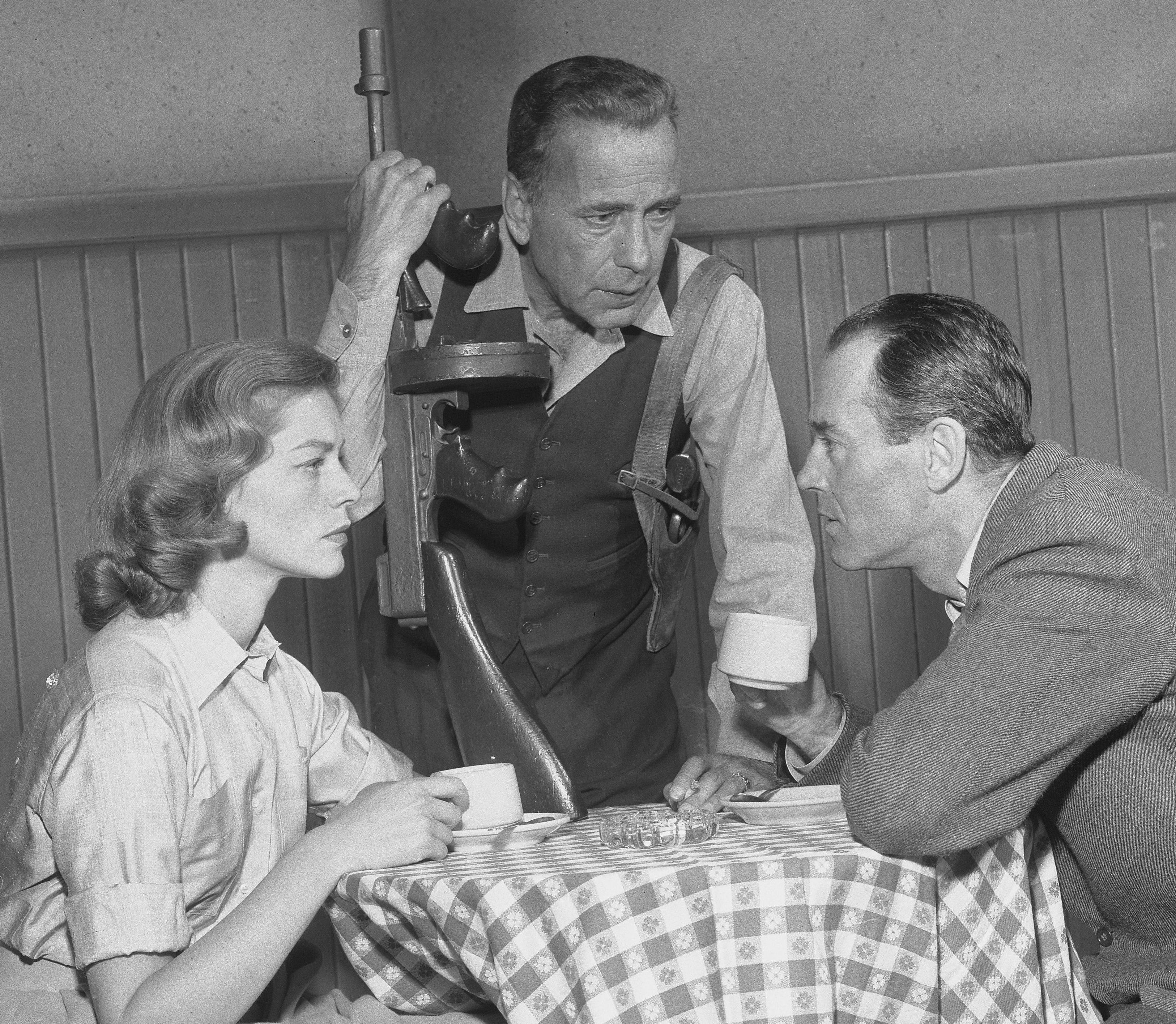
Lauren Bacall et Humphrey Bogart aux côtés de Henry Fonda dans la version télévisée de La Forêt pétrifiée (1955).

- 1959 : The Deputy (série télévisée)
- 1967 : L'Homme en fuite de Don Siegel
- 1971 : Ah ! Quelle famille (série télévisée)
- 1973 : Le Poney rouge de Robert Totten
- 1973 : Un camion en or massif (en) (The Alpha Caper) de Robert Michael Lewis
- 1974 : Clarence Darrow (en) : Clarence Darrow
- 1976 : Collision Course: Truman vs. MacArthur (en)
- 1976 : Almos' a Man
- 1976 : Capitaines et Rois (Captains and the Kings) (série télévisée)
- 1977 : Soldier's Home (en)
- 1978 : Home to Stay (en) de Delbert Mann
- 1978 : A Special Sesame Street Christmas (en)
- 1979 : Racines 2 : Les Nouvelles Générations (série télévisée)
- 1980 : The Jilting of Granny Weatherall (en)
- 1980 : The Oldest Living Graduate (en)
- 1980 : Gideon's Trumpet (en) de  Robert L. Collins
- 1981 : Summer Solstice

## Distinctions

### Récompenses
- Étoiles de cristal 1957 : prix du Meilleur acteur étranger pour Guerre et Paix
- Oscars 1981 : Oscar d'honneur pour l'ensemble de sa carrière[a]
- Oscars 1982 : Oscar du meilleur acteur pour La Maison du lac[b]

### Nominations
- Oscars 1941 : nomination à l'Oscar du meilleur acteur pour Les Raisins de la colère.
- Oscars 1958 : nomination à l'Oscar du meilleur film pour Douze hommes en colère (producteur), partagé avec Reginald Rose.

### Décoration

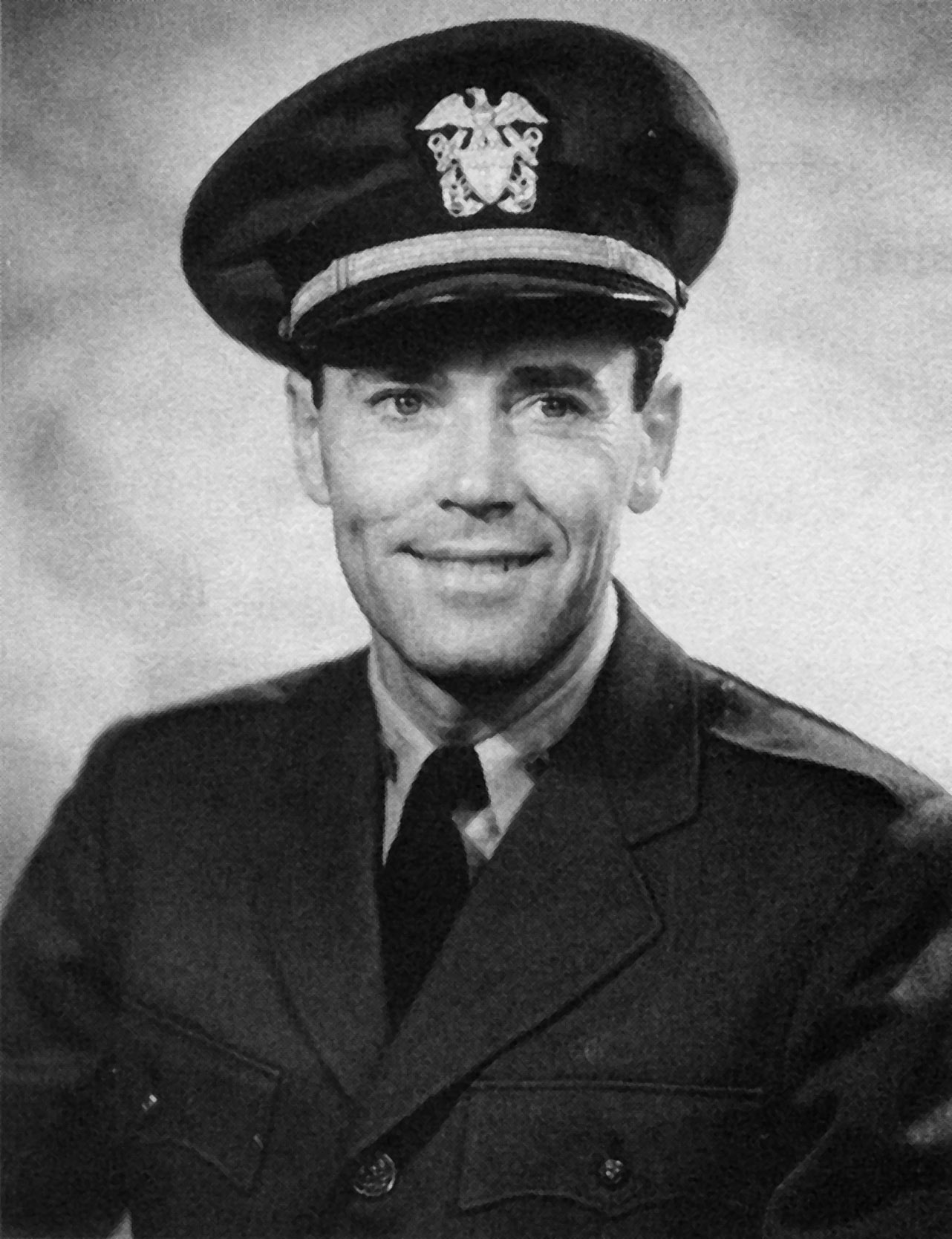
Henry Fonda durant la Seconde Guerre mondiale.

- Henry Fonda a servi l'armée et participé aux combats pendant la Seconde Guerre mondiale, ce qui lui a valu de recevoir la Bronze Star Medal[réf. nécessaire]

## Voix françaises
| - René Arrieu dans : - Permission jusqu'à l'aube - Le Faux Coupable - Tempête à Washington - La Montagne des neuf Spencer - Point limite - Une vierge sur canapé - La Bataille des Ardennes - Gros Coup à Dodge City - L'Homme en fuite (téléfilm) - Police sur la ville - Le Reptile - Le Clan des irréductibles - Ah ! Quelle famille (série télévisée) - Le Poney rouge (téléfilm) - Les Noces de cendre - Tentacules - Fedora - Météore - Claude Péran dans : - Les Raisins de la colère - Le Retour de Frank James - Le Massacre de Fort Apache - Douze Hommes en colère - L'Homme aux colts d'or - Jacques Beauchey dans : - Guerre et Paix - Du sang dans le désert - Que le meilleur l'emporte - Première Victoire - Raymond Loyer dans : - Sur la piste des Mohawks (doublé en 1944) - Il était une fois dans l'Ouest - Mon nom est Personne | - Roland Ménard dans : - L'Étrangleur de Boston - Trop tard pour les héros - La Grande Bataille - René Dary dans : - La Jolie Batelière - À travers l'orage - Roger Rudel dans : - La Conquête de l'Ouest - La Classe américaine (série télévisée) - François Chaumette dans : - La Bataille de Midway - Le Toboggan de la mort et aussi : - René Fleur dans La Fille du bois maudit - Jean Darcante dans Miss Manton est folle - Jean Davy dans Le Brigand bien-aimé - Michel Gudin dans Un cœur pris au piège - Maurice Gay dans La Poursuite infernale - René Bériard dans Dieu est mort - Jean Martinelli dans Le Jour le plus long - Michel André dans Le Mors aux dents - Yves Furet dans Guerre secrète - Georges Aminel dans Les Cinq Hors-la-loi - Jean Michaud dans Les Tiens, les Miens, le Nôtre - Michel Gatineau dans Attaque au Cheyenne Club - Marc Cassot dans Les Derniers Jours de Mussolini - Claude Dauphin dans L'Inévitable Catastrophe - Jean Topart dans Cité en feu - Gabriel Cattand dans Racines 2 : Les Nouvelles Générations (mini-série) - Philippe Dumat dans La Maison du lac |